# Erich Metze
Erich Metze, né le 7 mai 1909 à Dortmund et mort le 28 mai 1952 à Erfurt, est un coureur cycliste allemand.

## Biographie
Il commence sa carrière au début des années 1930, sur route. Il gagne le Tour d'Allemagne en 1931 et termine huitième du Tour de France cette année-là. 
En 1931, il apparait dans on propre rôle dans le film Hardi les gars ! réalisé par Maurice Champreux,.
Il passe ensuite à la piste et se spécialise en demi-fond. Il est notamment champion du monde de cette discipline en 1934 et 1938.
Sa carrière est perturbée par des chutes, qui lui causent deux fractures au crâne. Il est également blessé pendant la Seconde Guerre mondiale, durant laquelle il est soldat. De retour en compétition, il chute à nouveau en 1952 sur la piste en ciment d'Andreasried (lors de la Roue d'Or d'Erfurt, remportée par Rudi Keil). Souffrant d'une troisième fracture au crâne, il meurt le 28 juillet 1952 à l'hôpital d'Erfurt.

## Palmarès

### Championnats du monde
- Paris 1933
  -  Médaillé de bronze du demi-fond
- Leipzig 1934
  -  Champion du monde de demi-fond
- Bruxelles 1935
  -  Médaillé d'argent du demi-fond
- Amsterdam 1938
  -  Champion du monde de demi-fond

### Championnats nationaux
- Champion d'Allemagne de demi-fond en 1933, 1934, 1935, 1936 et 1939

## Palmarès sur route
- 1930
  - 5e du Tour d'Allemagne
- 1931
  - Tour d'Allemagne :
    - Classement général
    - 9e et 16e étapes

  - 8e du Tour de France